# Afghanicenus dressi
Afghanicenus dressi är en skalbaggsart som beskrevs av Friedrich F. Tippmann 1957. Afghanicenus dressi ingår i släktet Afghanicenus och familjen långhorningar.
Artens utbredningsområde är Afghanistan. Inga underarter finns listade i Catalogue of Life.